# 1979 у Миколаєві
| Роки в Миколаєві ← • 1901 • 1902 • 1903 • 1904 • 1905 • 1906 • 1907 • 1908 • 1909 • 1910 • 1911 • 1912 • 1913 • 1914 • 1915 • 1916 • 1917 • 1918 • 1919 • 1920 • 1921 • 1922 • 1923 • 1924 • 1925 • 1926 • 1927 • 1928 • 1929 • 1930 • 1931 • 1932 • 1933 • 1934 • 1935 • 1936 • 1937 • 1938 • 1939 • 1940 • 1941 • 1942 • 1943 • 1944 • 1945 • 1946 • 1947 • 1948 • 1949 • 1950 • 1951 • 1952 • 1953 • 1954 • 1955 • 1956 • 1957 • 1958 • 1959 • 1960 • 1961 • 1962 • 1963 • 1964 • 1965 • 1966 • 1967 • 1968 • 1969 • 1970 • 1971 • 1972 • 1973 • 1974 • 1975 • 1976 • 1977 • 1978 • 1979 • 1980 • 1981 • 1982 • 1983 • 1984 • 1985 • 1986 • 1987 • 1988 • 1989 • 1990 • 1991 • 1992 • 1993 • 1994 • 1995 • 1996 • 1997 • 1998 • 1999 • 2000 • → |

1979 у Миколаєві — список важливих подій, що відбулись у 1979 році в Миколаєві. Також подано перелік відомих осіб, пов'язаних з містом, що народились або померли цього року, отримали почесні звання від міста.

## Події

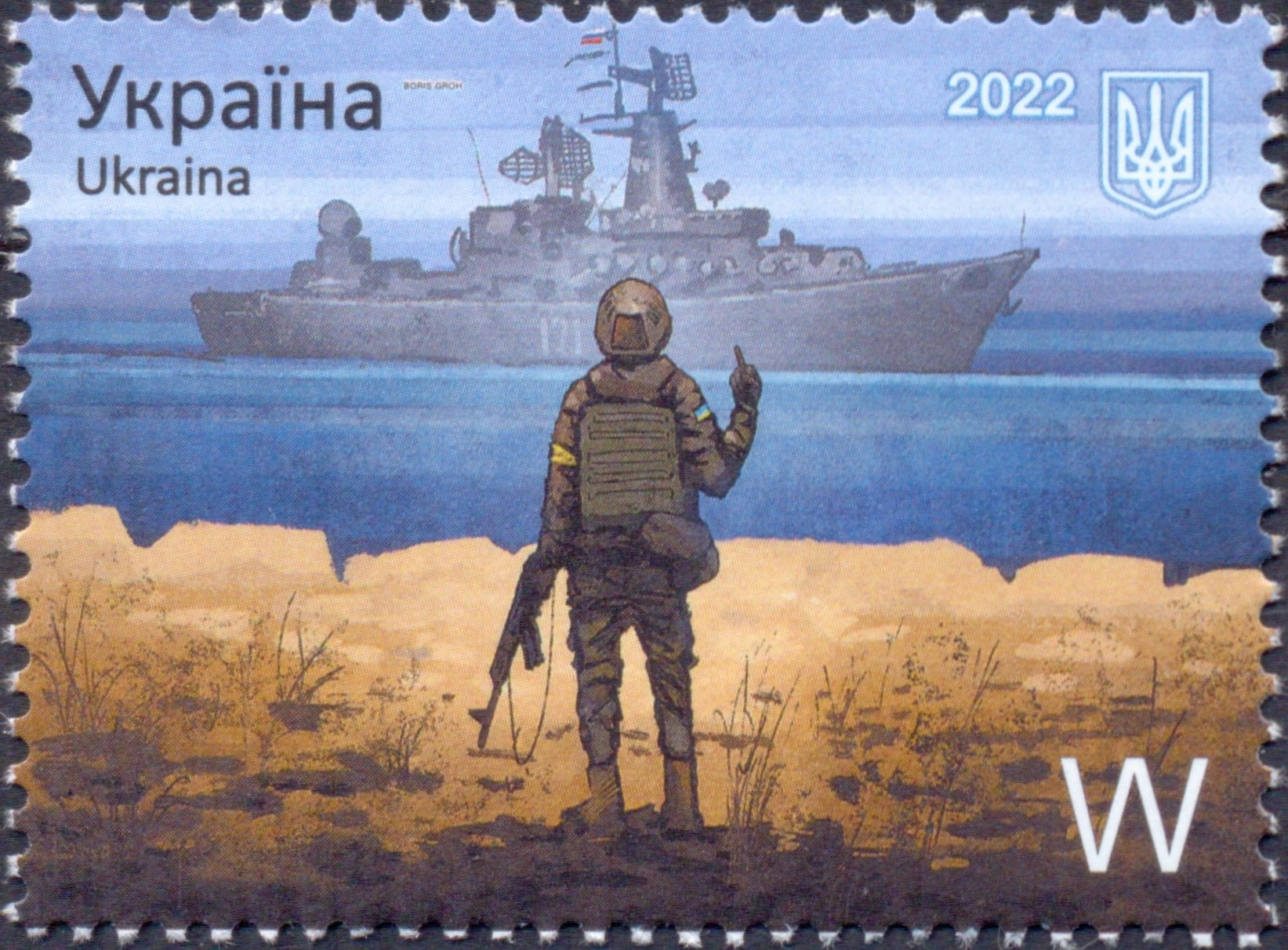
Ракетний крейсер «Москва» на поштовій марці України 2022 року

- 3 червня на Суднобудівному заводі «Залів» спущений на воду великий протичовновий корабель «Безукоризненний», який у 1997 увійшов до складу Військово-Морських Сил України, де отримав назву «Миколаїв» на честь міста корабелів і бортовий номер U133[1].
- 27 липня на суднобудівному заводі імені 61 комунара спущений на воду ракетний крейсер проєкту 1164 «Слава», що у 1996 у листопаді 1996 року став флагманом Чорноморського флоту Росії під назвою «Москва». Став широковідомим, зокрема після атаки 24 лютого 2022 року на український гарнізон на острові Зміїний під час повномасштабного вторгнення РФ до України, коли на пропозицію здатися корабель отримав відповідь «Русский военный корабль, иди на хуй». Ще більшої популярності кораблю додало його потоплення 14 квітня 2022 року, після того, як ВМС України завдали по крейсеру удару двома крилатими протикорабельними ракетами Р-360 «Нептун» берегового протикорабельного комплексу РК-360МЦ «Нептун».
- Засноване Миколаївське вище училище фізичної культури.
- Міністерством цивільної авіації СРСР Миколаєву переданий літак Іл-18, який був установлений у сквері навпроти міського автовокзалу і переобладнаний на кінотеатр «Орлятко».

## Особи

### Очільники
- Голова виконавчого комітету Миколаївської міської ради — Іван Канаєв.
- 1-й секретар Миколаївського міського комітету КПУ — Едуард Шорін.

### Почесні громадяни
- Ганькевич Анатолій Борисович(нар. 2 (15) січня 1912, Миколаїв — пом. 11 вересня 1986, Миколаїв) — директор Суднобудівного заводу імені 61 комунара (1950−1959 рр.), а потім Чорноморського суднобудівного заводу (1959−1979 рр.).

### Народились
- Машкін Олег Валерійович (нар. 30 травня 1979, Миколаїв) — український боксер, чемпіон Європи, срібний призер чемпіонату світу, учасник Олімпійських ігор, заслужений майстер спорту України.
- Янішевська Оксана Альбінівна (нар. 20 жовтня 1979 року, Миколаїв) — український політик, продюсер кіно.
- Літовченко Сергій Вікторович (нар. 30 січня 1979, Миколаїв) — колишній український футболіст, захисник. Після завершення ігрової кар'єри — футбольний тренер.
- Цупер Алла Петрівна (нар. 16 квітня 1979 року, Рівне) — білоруська фристайлістка українського походження, олімпійська чемпіонка. Почала займатися фристайлом в Миколаєві. Випускниця училища фізичної культури в Миколаєві.
- Капуста Олександр Володимирович (нар. 17 березня 1979, Миколаїв) — український футболіст, що виступав на позиції нападника. Перший гравець, якому вдалося забити 100 м'ячів у другій лізі чемпіонату України.
- Багнюк Олексій Сергійович (нар. 18 травня 1979, Первомайськ, Миколаївська область) — український футболіст, захисник. У складі футбольного клубу «Миколаїв» провів 55 матчів.
- Ільюк Артем Олександрович нар. 17 квітня 1979, Миколаїв) — миколаївський політик, підприємець та громадський діяч. Депутат Миколаївської міської ради. Народний депутат України VII — VIII скликань.
- Пархоменко Наталія Станіславівна (нар. 21 березня 1979, Кривий Ріг) — українська гандболістка і тренер. Головний тренер жіночої гандбольної команди з Миколаєва «Рись — МФКФК». Виступала на позиції воротаря. Майстер спорту України. 5-разова чемпіонка України, володарка Кубка володарів кубків 2001, віце-чемпіон Росії, володарка Кубка ЄГФ 2014.
- Мариненко Олександр Володимирович (нар. 19 березня 1979) — український футболіст, півзахисник. У складі футбольного клубу «Миколаїв» провів 50 матчів, забив 4 голи.
- Веливок Владислав Валерійович (нар. 25 квітня 1979, Миколаїв — пом. 26 серпня 2014, Хрящувате) — полковник (посмертно) 24-ї окремої механізованої бригади Збройних сил України, учасник російсько-української війни. Кавалер ордена Богдана Хмельницького III ступеня (посмертно).
- Вакар Денис Миколайович (нар. 16 січня 1989, Миколаїв) — український футболіст, нападник.
- Васін Денис Юрійович (нар. 12 вересня 1979, Миколаїв) — український футболіст, півзахисник.
- Арахамія Давид Георгійович (нар. 23 травня 1979, Сочі, Краснодарський край, РРФСР)) — український політик, підприємець, громадський діяч та волонтер. Голова фракції «Слуги народу» у Верховній Раді України. Виріс і закінчив школу в Миколаєві.
- Москаленко Вікторія Вікторівна (нар. 5 травня 1979, село Мішково-Погорілове, тепер Вітовського району Миколаївської області) — українська державна діячка, голова Миколаївської обласної ради з 3 грудня 2015 по 9 грудня 2020 року.
- Бережок Олександр Костянтинович (нар. 14 червня 1979, Миколаїв) — актор, телеведучий, сценарист. Учасник «Дизель Шоу».
- Ліхтарчук Анатолій Михайлович (19 грудня 1979, Велика Корениха, Миколаїв — 10 листопада 2015, Гранітне) — солдат 72-ї окремої механізованої бригади Збройних Сил України, учасник російсько-української війни. Кавалер ордена «За мужність» ІІІ ступеня.
- Князєв Всеволод Сергійович (нар. 25 травня 1979, Миколаїв) — український суддя, правник, Голова Верховного Суду з 1 грудня 2021 року. За посадою[en] є членом Вищої ради правосуддя і суддею Великої Палати Верховного Суду.

### Померли
- Ластовецький Анатолій Олексійович (нар. 7 лютого 1938, Баратівка — пом. 27 травня 1979, Миколаїв) — український радянський поет.
- Штефан Михайло Миколайович (нар. 1909, Кременчук — пом. 4 травня 1979, Миколаїв) — український радянський партійний діяч, 2-й секретар Дрогобицького обкому КП(б)У, голова Миколаївського міськвиконкому.
- Здиховський Олег Опанасович (нар. 5 жовтня 1914, Москва — пом. 6 червня 1979, Миколаїв) — український радянський скульптор; член Спілки художників України.